# Акацієвий провулок (Київ)
Ака́цієвий прову́лок — провулок у Дарницькому районі міста Києва, селище Бортничі. Простягається від Медоносної вулиці до Трипільської.

## Історія
Виник у середині XX століття, мав назву провулок Свердлова, на честь радянського державного діяча Якова Свердлова. Сучасна назва — з 2015 року.